# União Futebol Comércio e Indústria
União Futebol Comércio e Indústria é um clube desportivo português, fundado na cidade de Setúbal em 24 de junho de 1917.
Batizado inicialmente com o nome de União Football dos Empregados do Comércio e Indústria, viria pouco depois a adoptar a denominação atual. O clube enveredou desde sempre pelo ecletismo e amadorismo desportivo, tendo mantido ao longo da sua história várias modalidades, tais como o futebol, o ténis, o ciclismo, o atletismo, o basquetebol, o andebol, o futsal, entre outras.
Possui no seu palmarés alguns títulos regionais e nacionais.  Atualmente, apenas mantém equipas de futebol nos escalões sénior e sub-18 concorrendo nos respectivos campeonatos distritais da I Divisão da Associação de Futebol de Setúbal e escola de futebol para jovens com idades compreendidas entre os 5 e os 14 anos, denominada Academia Alvinegra.

## Palmarés
- Campeonato da I Divisão Distrital da AF Setúbal 2:[5]
  - 1992-93, 1977-78

- 2ª Divisão Distrital - Setúbal 1:
  - 2018-19

Títulos de Taças
- Taça AF Setúbal 1:
  - 2023-24